# Vollore-Montagne
Vollore-Montagne est une commune française, située dans le département du Puy-de-Dôme en région Auvergne-Rhône-Alpes.

## Géographie

### Localisation
Vollore-Montagne est entourée de forêts. Elle est située à l'est du parc naturel régional Livradois-Forez dont elle est adhérente, sur le versant ouest des monts du Forez qui sont la frontière naturelle entre le Puy-de-Dôme et la Loire. À 20 km au sud-est de Thiers, le bourg est à 846 m d'altitude et la commune étale ses 40 hameaux sur 21,22 km2, avec un dénivelé de 640 m (620 m d'altitude pour la section du Sopt et 1 260 m pour le Lit de la Vierge).

### Communes limitrophes
Les communes limitrophes sont La Chamba, La Chambonie, Noirétable, Augerolles, La Renaudie, Sainte-Agathe, Viscomtat et Vollore-Ville.
| Sainte-Agathe | Viscomtat        |                                    |
| Vollore-Ville | Vollore-Montagne | Noirétable Loire                   |
| Augerolles    | La Renaudie      | La Chamba Loire La Chambonie Loire |

### Climat
Pour des articles plus généraux, voir Climat d'Auvergne-Rhône-Alpes et Climat du Puy-de-Dôme.
En 2010, le climat de la commune est de type climat de montagne, selon une étude du Centre national de la recherche scientifique s'appuyant sur une série de données couvrant la période 1971-2000. En 2020, Météo-France publie une typologie des climats de la France métropolitaine dans laquelle la commune est exposée à un climat de montagne ou de marges de montagne et est dans la région climatique  Nord-est du Massif Central, caractérisée par une pluviométrie annuelle de 800 à 1 200 mm, bien répartie dans l’année. 
Pour la période 1971-2000, la température annuelle moyenne est de 8,7 °C, avec une amplitude thermique annuelle de 15,6 °C. Le cumul annuel moyen de précipitations est de 1 157 mm, avec 12,2 jours de précipitations en janvier et 8,3 jours en juillet. Pour la période 1991-2020, la température moyenne annuelle observée sur la station météorologique de Météo-France la plus proche, « Col de la Loge_sapc », sur la commune de La Chamba à 7 km à vol d'oiseau, est de 7,2 °C et le cumul annuel moyen de précipitations est de 1 273,4 mm,. Pour l'avenir, les paramètres climatiques de la commune estimés pour 2050 selon différents scénarios d'émission de gaz à effet de serre sont consultables sur un site dédié publié par Météo-France en novembre 2022.

## Urbanisme

### Typologie
Au 1er janvier 2024, Vollore-Montagne est catégorisée commune rurale à habitat très dispersé, selon la nouvelle grille communale de densité à sept niveaux définie par l'Insee en 2022.
Elle est située hors unité urbaine et hors attraction des villes,.

### Occupation des sols
L'occupation des sols de la commune, telle qu'elle ressort de la base de données européenne d’occupation biophysique des sols Corine Land Cover (CLC), est marquée par l'importance des forêts et milieux semi-naturels (74,6 % en 2018), une proportion sensiblement équivalente à celle de 1990 (75 %). La répartition détaillée en 2018 est la suivante : forêts (73,1 %), prairies (20,6 %), zones agricoles hétérogènes (4,8 %), milieux à végétation arbustive et/ou herbacée (1,5 %). L'évolution de l’occupation des sols de la commune et de ses infrastructures peut être observée sur les différentes représentations cartographiques du territoire : la carte de Cassini (XVIIIe siècle), la carte d'état-major (1820-1866) et les cartes ou photos aériennes de l'IGN pour la période actuelle (1950 à aujourd'hui).

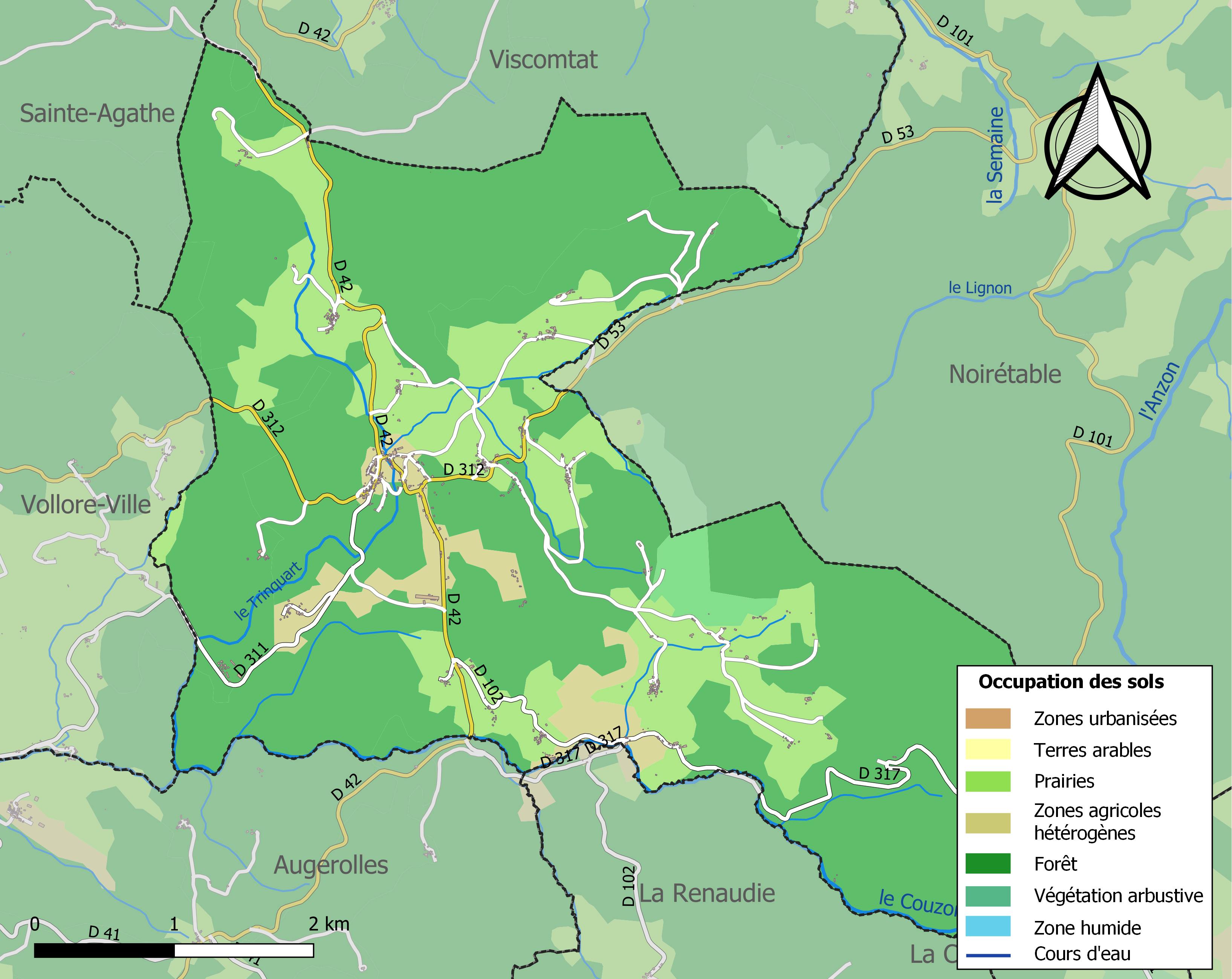
Carte des infrastructures et de l'occupation des sols de la commune en 2018 (CLC).

### Lieux-dits et écarts
Archimbaud, Bellevue, Bois Jardin, Bois Sugier, Bouchetel, Bourdillon, Bournier, Chez Treize, Derbize, Fafournoux, Goutte Marloux, Lavort, Lodigerie, la Bourletie, la Burie, la Chevalerie, la Côte, la Grangette, la Guelle, la Jalerie, la Loge, la Mandie, la Sagne, le Buys, le Pertuis, le Pont de Rossias, le Povet, le Sopt, le Verdier, les Gorcias, les Raillères, Marsal, Montbout, Montchoisy, Mousset, Pamole, Rossias, Ricondu, Sagne-Cros, Sugier.

## Histoire
À l'époque gallo-romaine, l'une des quatre grandes voies stratégiques romaines partant de Lugdunum (Lyon) traversait l'Auvergne en passant par Vollore.
Avant la Révolution française, le bourg actuel s'appelait La Chapelle-Trinquart (en 1647, Gilbert-Gaspard de Montmorin de Saint-Hérem, seigneur de Vollore, fit une fondation importante : celle de la chapelle de Sainte-Agathe, qui prit ultérieurement le nom de chapelle Trinquart car elle fut construite le long du vieux chemin de Vollore à Bourdillon en un lieu complètement isolé dit Trinquart) et faisait partie de la paroisse de Vollore, qui en 1790 fut morcelée en deux communes Vollore-Ville et Vollore-Montagne. Les limites actuelles de la commune ont été fixées par décret impérial du 01/02/1813.
Les 8 et 9 juillet 1944, des combats entre une patrouille allemande de SS et un groupe de résistants ont entraîné la mort de 17 personnes.

## Politique et administration

### Découpage territorial
La commune de Vollore-Montagne est membre de la communauté de communes Thiers Dore et Montagne, un établissement public de coopération intercommunale (EPCI) à fiscalité propre créé le 1er janvier 2017 dont le siège est à Thiers. Ce dernier est par ailleurs membre d'autres groupements intercommunaux. Jusqu'en 2016, elle faisait partie de la communauté de communes de la Montagne Thiernoise.
Sur le plan administratif, elle est rattachée à l'arrondissement de Thiers, à la circonscription administrative de l'État du Puy-de-Dôme et à la région Auvergne-Rhône-Alpes. Jusqu'en mars 2015, elle faisait partie du canton de Courpière.
Sur le plan électoral, elle dépend du canton de Thiers pour l'élection des conseillers départementaux, depuis le redécoupage cantonal de 2014 entré en vigueur en 2015, et de la cinquième circonscription du Puy-de-Dôme pour les élections législatives, depuis le dernier découpage électoral de 2010.

### Élections municipales et communautaires

#### Élections de 2020
Le conseil municipal de Vollore-Montagne, commune de moins de 1 000 habitants, est élu au scrutin majoritaire plurinominal à deux tours avec candidatures isolées ou groupées et possibilité de panachage. Compte tenu de la population communale, le nombre de sièges à pourvoir lors des élections municipales de 2020 est de 11. Sur les treize candidats en lice, onze ont été élus dès le premier tour, le 15 mars 2020, avec un taux de participation de 67,90 %.

#### Chronologie des maires
| Période                                  | Période                         | Identité               | Étiquette | Qualité           |
| ---------------------------------------- | ------------------------------- | ---------------------- | --------- | ----------------- |
| Les données manquantes sont à compléter. |                                 |                        |           |                   |
| 1971                                     | 2008                            | Jean Guelon            |           |                   |
| 2008                                     | 2014                            | Bernard Giraud         |           |                   |
| 2014 (réélu en 2020)                     | En cours (au 20 septembre 2020) | Jean-François Delaire, | DVG       | Directeur d'école |

## Population et société

### Démographie
L'évolution du nombre d'habitants est connue à travers les recensements de la population effectués dans la commune depuis 1793. Pour les communes de moins de 10 000 habitants, une enquête de recensement portant sur toute la population est réalisée tous les cinq ans, les populations de référence des années intermédiaires étant quant à elles estimées par interpolation ou extrapolation. Pour la commune, le premier recensement exhaustif entrant dans le cadre du nouveau dispositif a été réalisé en 2006.

En 2022, la commune comptait 312 habitants, en évolution de +1,63 % par rapport à 2016 (Puy-de-Dôme : +2,1 %, France hors Mayotte : +2,11 %).
| 1793  | 1800  | 1806  | 1821 | 1831  | 1836  | 1841  | 1846 | 1851 |
| ----- | ----- | ----- | ---- | ----- | ----- | ----- | ---- | ---- |
| 3 330 | 3 125 | 1 559 | 830  | 1 004 | 1 010 | 1 023 | 946  | 944  |

| 1856 | 1861 | 1866 | 1872 | 1876 | 1881 | 1886 | 1891 | 1896 |
| ---- | ---- | ---- | ---- | ---- | ---- | ---- | ---- | ---- |
| 903  | 785  | 859  | 909  | 939  | 930  | 870  | 857  | 835  |

| 1901 | 1906 | 1911 | 1921 | 1926 | 1931 | 1936 | 1946 | 1954 |
| ---- | ---- | ---- | ---- | ---- | ---- | ---- | ---- | ---- |
| 858  | 818  | 806  | 776  | 761  | 704  | 678  | 609  | 649  |

| 1962 | 1968 | 1975 | 1982 | 1990 | 1999 | 2006 | 2011 | 2016 |
| ---- | ---- | ---- | ---- | ---- | ---- | ---- | ---- | ---- |
| 651  | 623  | 520  | 450  | 397  | 371  | 355  | 308  | 307  |

| 2021 | 2022 | - | - | - | - | - | - | - |
| ---- | ---- | - | - | - | - | - | - | - |
| 308  | 312  | - | - | - | - | - | - | - |

| 1962                                                                                       | 1968 | 1975 | 1982 | 1990 | 1999 | 2006 |
| ------------------------------------------------------------------------------------------ | ---- | ---- | ---- | ---- | ---- | ---- |
| 28,0                                                                                       | 29,4 | 24,5 | 21,2 | 18,7 | 17,5 | 16,7 |
| Sources : Insee, RP1968 à 1990 dénombrements - RP1999 et RP2006 exploitations principales. |      |      |      |      |      |      |
| Densité moyenne de la France Métropolitaine au 01/01/2009 : 114,8.                         |      |      |      |      |      |      |
| Densité moyenne du Puy de Dôme au 01/01/2009 : 78,2                                        |      |      |      |      |      |      |

|                                                 | Hommes | %     | Femmes | %      |
| ----------------------------------------------- | ------ | ----- | ------ | ------ |
| Ensemble                                        | 174    | 100,0 | 181    | 100,00 |
| 0 à 14 ans                                      | 28     | 16,1  | 27     | 14,9   |
| 15 à 29 ans                                     | 19     | 10,9  | 24     | 13,3   |
| 30 à 44 ans                                     | 26     | 14,9  | 26     | 14,4   |
| 45 à 59 ans                                     | 47     | 27,0  | 42     | 23,2   |
| 60 à 74 ans                                     | 33     | 19,0  | 33     | 18,2   |
| 75 à 89 ans                                     | 19     | 10,9  | 27     | 14,9   |
| 90 ans ou plus                                  | 2      | 1,1   | 2      | 1,1    |
| 0 à 19 ans                                      | 32     | 18,4  | 39     | 21,5   |
| 20 à 64 ans                                     | 100    | 57,5  | 90     | 49,7   |
| 65 ans ou plus                                  | 42     | 24,1  | 52     | 28,7   |
| Source : Insee, RP2006 exploitation principale. |        |       |        |        |

### Manifestations culturelles et festivités
Tous les ans, le C.O.V.M. (Comité d'organisation de Vollore-Montagne) renoue avec la tradition en organisant le premier samedi de Carême une Bannière avec Fougard pour honorer les nouveaux habitants et les nouveaux mariés (traditionnellement ces festivités se déroulaient le premier dimanche de Carême dit dimanche des Brandons).
Le lundi de Pâques le C.O.V.M. organise sa traditionnelle Tripe et le dimanche de Pentecôte a lieu la Virée des Druides, randonnées pédestre et VTT, organisée par l'Amicale Laïque La Montagnarde.

### Sports et loisirs
L'on peut y pratiquer le quad, la moto (cross, enduro, trial), l'équitation (école et randonnées), le VTT, le tennis (deux courts communaux gratuits), la pêche à la ligne et bien entendu la randonnée pédestre sur des sentiers magnifiques.

## Culture locale et patrimoine

### Lieux et monuments

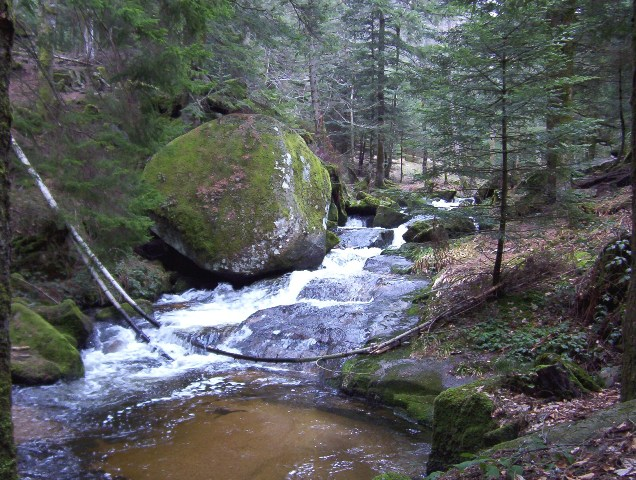
La vallée des Darots.

- Site panoramique de Pierre Pamole[29].
- L'arbre du Diable[30].
- Les bornes armoriées du XIVe siècle[31] et les bornes royales[32].
- Le lit et le pas de la Vierge[33].
- La barque des morts[34].
- La pierre des Tourtes (qui aurait aussi bien pu s'appeler Rockburger)[35].

### Personnalités liées à la commune
- Dans le dictionnaire des anciennes familles d’Auvergne d'Ambroise Tardieu (1884), il est fait état d'un Jehan de Bourdillon issu d'une très ancienne famille qui tire son nom du lieu de Bourdillon, situé dans les montagnes d’Auvergne. (À l'époque le « village » de Bourdillon était sur les terres de Vollore et depuis la Révolution française il est sur la commune de Vollore-Montagne).
- Dans son livre Les vies des hommes illustres et grands capitaines français, Pierre de Bourdeille dit « Brantôme mentionne Jehan de Bourdillon avec les qualifications de sire de Bourdillon et de très grand seigneur. C'était un chevalier qui devint célèbre en prenant part à un grand tournoi qui eut lieu près de Lyon sous le roi Charles VIII de France l'Affable, dont il fut nommé chambellan (c'est-à-dire chargé du service de la chambre du souverain). En 1494, il accompagna le roi au cours de la première guerre d'Italie. À la mort de Charles VIII, en 1498, l'on ne sait s'il resta au service de Louis XII de France, son successeur ? ».